# استيجلال
استقلال آي إس تي-14.5 (بالإنجليزية: Istiglal IST-14.5) (يعرف اختصاراًَ باسم استقلال). وهي بندقية قنص مضادة للدروع وضعتها وزارة الدفاع الأذربيجانية.

## تاريخ
بالرغم أنها صممت وصنعت في 2008، إلا أنه تم الكشف عنها في 2009 خلال المعرض الدولي للأسلحة الدفاعية. وظهورها في المعرض جذب عدداً كبيراً من الزوار. تستخدم البندقية قوة الـ 14.5x114 مم دورة. وتم تصدير البندقية إلى القوات المسلحة لكل من تركيا وباكستان.

## المستخدمون
- أذربيجان:اُستخدمت من قبل القوات المسلحة الأذربيجانية.[6]
- باكستان:اُستخدمت من قبل الجيش الباكستاني. ومن المخطط استيراد المزيد.[8]
- تركيا:اُستخدمت من قبل القوات المسلحة التركية.[9]
- الأردن:اُستخدمت من قبل وحدة العمليات الخاصة المشتركة الأردنية.

## وصلات خارجية
- Modern Firearms (بالإنجليزية)